# ハレゾラ (神谷浩史のアルバム)
『ハレゾラ』は、神谷浩史の1枚目のオリジナルアルバム。2011年12月14日にKiramuneから発売された。

## 概要
初のフルアルバム。初回限定盤と通常盤の2種リリースであり、初回限定盤には「Dual Wing」のPVとメイキングなどを収録したDVDが同梱され、撮りおろしのフォトブック付き特製スリーブ仕様となっている。
前作『ハレノヒ』では40曲ある候補曲から好きなものを選んで良いという方針だったため、選ぶのに苦労したが、本作ではプロデューサーやディレクターが提案したものを受け入れる形に変更された。撮影当日はスタジオの窓が叩かれるほどの豪雨だったが、次第に太陽が現れ、終了間で美麗な夕焼けの光景を目の当たりにしたことから「ハレゾラ」というタイトルが付けられた。当初は「雨トカニモマケズ」など、「ハレゾラ」以外のタイトルも候補に入っていたが、「晴れ男」が合いそうなものはないか模索していた。
PVのコンセプトは「大人の優雅な休日」となっており、犬のロックとじゃれ合うシーンも収録されている。

## 収録曲
1. ミラーワールド [5:17]
作詞：こだまさおり / 作曲：山田竜平 / 編曲：清水哲平
2. シリカゲル [4:10]
作詞：只野菜摘 / 作曲・編曲：黒須克彦
3. 1番星 [5:24]
作詞・作曲・編曲：渡辺拓也
4. For myself [4:32]
作詞：渡邊亜希子 / 作曲・編曲：板垣祐介
5. STYLE [4:29]
作詞：こだまさおり / 作曲・編曲：増田武史
6. Hello my shadow [4:35]
作詞：只野菜摘 / 作曲・編曲：増田武史
7. 虹色蝶々 [4:06]
作詞：渡邊亜希子 / 作曲・編曲：黒須克彦
8. ハレバレハート [4:01]
作詞・作曲：岡本健介 / 編曲：清水哲平
9. 明日へのバトン [4:36]
作詞：渡邊亜希子 / 作曲・編曲：佐々木裕
10. Dual Wing [3:42]
作詞：こだまさおり / 作曲・編曲：黒須克彦

DVD
初回限定盤のみ同梱。
1. Dual Wing（MUSIC CLIP）
2. making of Dual Wing
3. TRAILER